# Строд, Уильям

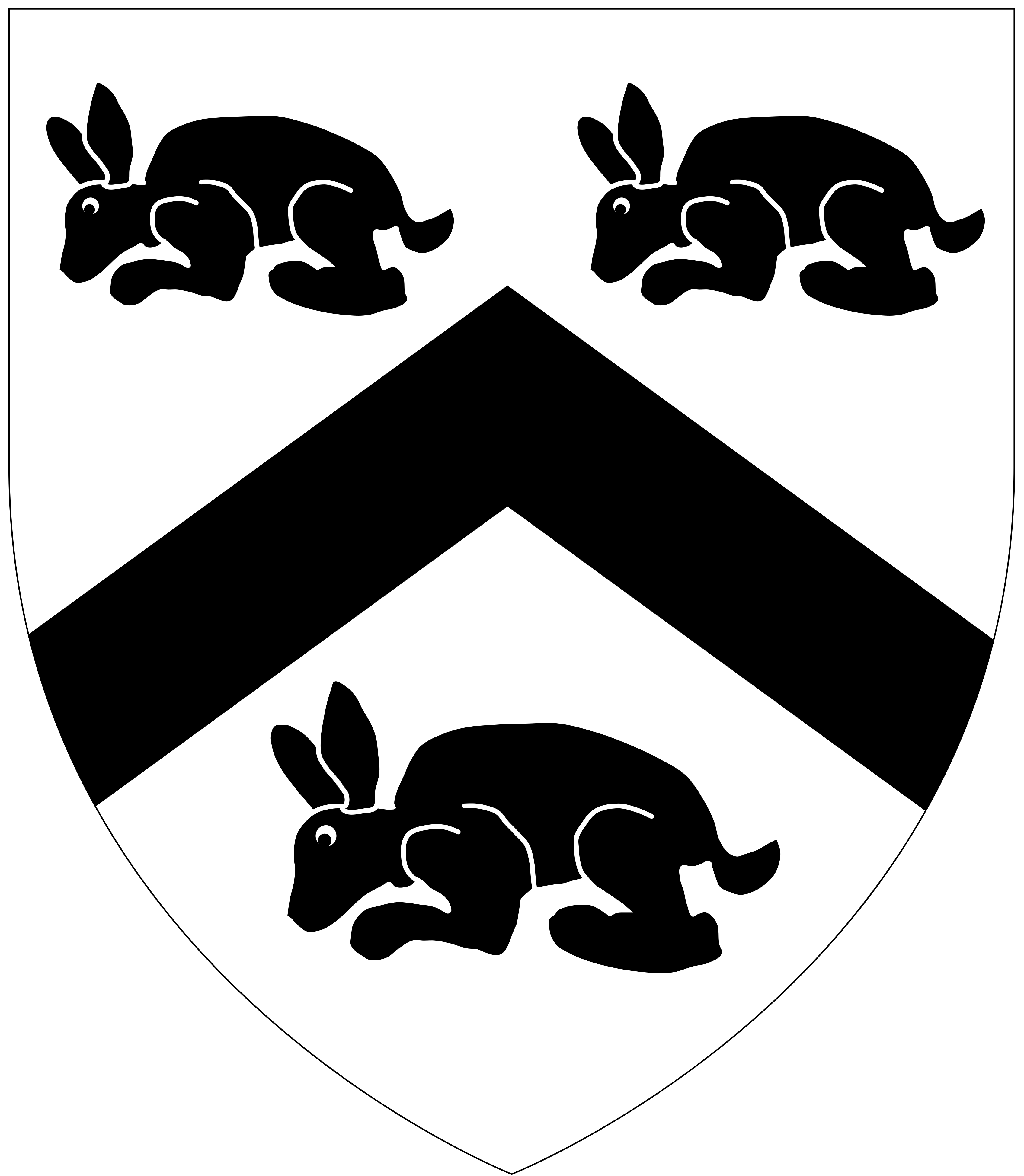
Герб рода Стродов

Уи́льям Строд (англ. William Strode; 11 января 1602 или 1603 года, Ньюнхем, Девон, Англия — 10 марта 1645, Оксфорд, Англия) — английский поэт, оратор и проповедник, доктор богословия.

## Биография
Уильям родился в поместье Ньюнхем (Newnham) в Девоншире близ Плимптона (пригорода Плимута), в строгой пуританской семье. Получил образование в Вестминстерской школе и в Оксфордском университете, где затем занял место священника. В 1636 году его пьеса «Плавучий остров» была представлена перед королём Карлом I и его двором. В 1638 он получил звание доктора богословия и чин каноника, который дал ему право жениться и завести семью, что он и сделал в 1642 году. Строд имел репутацию остроумного и нравоучительного проповедника, изящного оратора и выдающегося поэта. Умер и похоронен в Оксфорде.
Среди его произведений:
- Song of Death and the Resurrection / Песнь смерти и воскресения
- A Riddle: On A Kiss / Загадка: О поцелуе
- Love Compared To A Game Of Tables / Любовь подобна настольной игре
- The Floating Island / Плавучий остров, пьеса, 1636